# Баранников, Василий Фёдорович
Васи́лий Фёдорович Бара́нников (1921—1979) — старший сержант Рабоче-крестьянской Красной Армии, участник Великой Отечественной войны, Герой Советского Союза (1945).

## Биография
Василий Баранников родился 26 марта 1921 года в деревне Новая Першина (ныне — Дмитриевский район Курской области) в крестьянской семье. После окончания педагогического училища работал учителем. В 1940 году был призван на службу в Рабоче-крестьянскую Красную Армию. С июня 1941 года — на фронтах Великой Отечественной войны. В 1942 году вступил в ВКП(б). К сентябрю 1944 года гвардии старший сержант Баранников командовал отделением артразведки батареи 299-го гвардейского артиллерийского полка 129-й гвардейской стрелковой дивизии 1-й гвардейской армии 4-го Украинского фронта. Отличился во время освобождения Польши.
14 сентября 1944 года в районе села Каменне к югу от города Санок Баранников принял участие в контратаке советских подразделений, в результате которой у немецких войск было отбито два орудия. Заняв позицию за одним из них и развернув его, Баранников открыл огонь, поддержанный другими артиллерийскими расчётами, что позволило удержаться на занятых рубежах.
Указом Президиума Верховного Совета СССР от 24 марта 1945 года гвардии старший сержант Василий Баранников был удостоен высокого звания Героя Советского Союза с вручением ордена Ленина и медали «Золотая Звезда».
После окончания войны в 1945 году Баранников был демобилизован. Проживал в слободе Михайловка Железногорского района Курской области. После окончания областной партийной школы работал заместителем председателя райисполкома КПСС, затем секретарём парторганизации Михайловского пенькового завода. Умер 24 августа 1979 года.
Был также награждён орденом Славы 3-й степени и рядом медалей.